# Vlada
Vlada je izvršna oblast in kolegijski organ, ki jo predstavlja. Njena glavna naloga je skrbeti za izvrševanje zakonov.
Zgodovinsko je vlada nastala kot od vladarja ločena izvršna oblast, ki jo za krajše obdobje (praviloma 4 leta) imenujeta parlament (od vladarja ločena zakonodajna oblast - parlamentarni sistem) ali ljudstvo na neposrednih volitvah (predsedniški sistem). Pred tem je bila vsa oblast (zakonodajna, izvršna, sodna, mestoma verska) skoncentrirana v dednem položaju vladarja.
Sam kolegij vlade sestavljajo predsednik vlade (prvi minister) in resorni ministri. Vsak od ministrov parlamentu odgovarja za delo svojega resorja, premier pa za delo celotne vlade. Širše sestavljajo vlado vsi organi državne oblasti - ministrstva in organi v njihovi sestavi, javne agencije, javni skladi, javna podjetja in tudi nosilci javnih pooblastil (v drugih državah še drugi državni organi)
Odgovornost vlade je v prvi vrsti politična - parlament jo lahko odstavi z nezaupnico, ali jo zamenja (konstruktivna nezaupnica).